# Rodellar
Rodellar ist ein Ort der spanischen Gemeinde Bierge in der Provinz Huesca der Autonomen Gemeinschaft Aragonien. Rodellar, einst eine selbständige Gemeinde, wurde in den 1960er Jahren zu Bierge eingemeindet. Es gilt als beliebtes Gebiet für Sportkletterer.

## Geographie
Rodellar befindet sich am Flüsschen Alcanadre in der Sierra de Guara, einer Vorkette der Pyrenäen. Es liegt etwa 58 Kilometer nordöstlich von Huesca und 17 Kilometer nördlich des Hauptortes der Gemeinde. Rodellar ist über die Straße HU 341 zu erreichen.

## Sehenswürdigkeiten

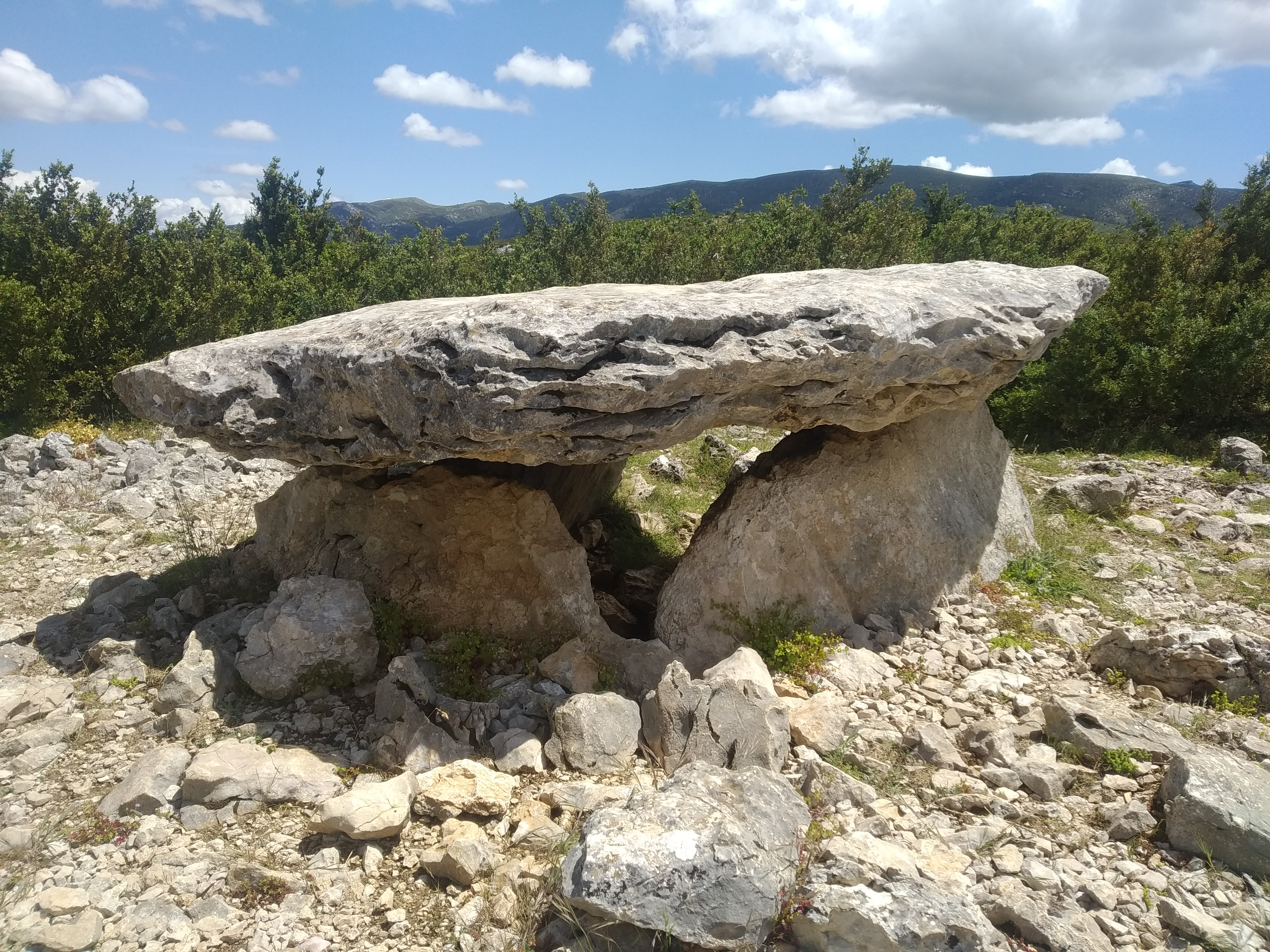
Dolmen de la Losa Mora

- Pfarrkirche San Lorenzo, erbaut im 17. Jahrhundert
- Ermita de la Virgen del Castillo
- Dolmen Losa Mora

Die Hauptattraktion ist aber die Natur mit Canyons am Fluss und den Felswänden, die zum Sportklettern von internationalen Besuchern genutzt werden. Die touristische Infrastruktur ist auf diese Zielgruppe ausgelegt.